# Alighiero Boetti
Alighiero Fabrizio Boetti conegut com a Alighiero e Boetti (Torí, 16 de desembre de 1940 - Roma, 24 de febrer de 1994) va ser un artista conceptual italià, considerat membre del moviment artístic Arte Povera.

## Antecedents
Boetti és famós per una sèrie de mapes brodats del món, Mappa, creats entre el 1971 i la seva mort el 1994. El treball de Boetti es va caracteritzar per la seva noció de "agermanament", que el va portar a afegir "e" (i) entre els seus noms, "estimulant un intercanvi dialèctic entre aquests dos jo".

## La vida
Alighiero Boetti va néixer a Torí, fill de Corrado Boetti, advocat, i Adelina Marchisio, violinista. Boetti va abandonar els seus estudis a l'escola de negocis de la Universitat de Torí per treballar com a artista. Ja en els seus primers anys, tenia interessos teòrics profunds i amplis i va estudiar obres sobre temes tan diversos com la filosofia, l'alquímia i l'esoterisme. Entre els autors preferits de la seva joventut hi havia l'escriptor alemany Hermann Hesse i el pintor suís-alemany i professor de la Bauhaus Paul Klee. Boetti també tenia un continu interès per les matemàtiques i la música.
Als disset anys, Boetti va descobrir les obres del pintor alemany Wols i els llenços tallats de l'artista argentí-italià Lucio Fontana. Les obres pròpies de Boetti durant la seva adolescència, però, són pintures a l'oli que recorden una mica el pintor rus Nicolas de Staël. Als vint anys, Boetti es va traslladar a París per estudiar gravat. El 1962, mentre es trobava a França, va conèixer la crítica i escriptora d'art Annemarie Sauzeau, amb qui s'havia de casar el 1964 i amb qui va tenir dos fills, Matteo (1967) i Agata (1972). Del 1974 al 1976 va viatjar a Guatemala, Etiòpia, Sudan. Boetti era un apassionat de les cultures no occidentals, especialment de l'Àsia central i meridional, i va viatjar diverses vegades a l'Afganistan i al Pakistan als anys setanta i vuitanta, tot i que l'Afganistan li va resultar inaccessible després de la invasió soviètica el 1979. El 1975 va tornar a Nova York.
Actiu com a artista des de principis dels anys seixanta fins a la seva prematura mort el 1994, Boetti va desenvolupar un important conjunt d'obres diverses que sovint eren alhora poètiques i agradables a la vista, alhora que es van submergir en els seus diversos interessos teòrics i van influir en els seus amplis viatges.
Va morir d'un tumor cerebral a Roma el 1994 a l'edat de 53 anys.

## Carrera

### Arte Povera
Del 1963 al 1965, Boetti va començar a crear treballs a partir de materials inusuals com ara guix, masonita, plexiglàs, llums i altres materials industrials. La seva primera exposició individual va ser el 1967, a la galeria torinenca de Christian Stein. Més tard aquell mateix any va participar en una exposició a la Galleria La Bertesca de la ciutat italiana de Gènova, amb un grup d'altres artistes italians que es referien a les seves obres com Arte Povera, o art pobre, un terme que posteriorment va ser molt propagat pel crític d'art italià Germano Celant.
Boetti va continuar treballant amb una àmplia gamma de materials, eines i tècniques, inclosos els bolígrafs (biro) i fins i tot el sistema postal. Algunes de les estratègies artístiques de Boetti es consideren típiques d'Art Povera, és a dir, l'ús dels materials i tècniques més modestes, per treure l'art del seu pedestal de "dignitat" atribuïda. Boetti també va tenir un gran interès en la relació entre l'atzar i l'ordre, en diversos sistemes de classificació (quadrícules, mapes, etc.) i en les tradicions i pràctiques culturals no occidentals, influïdes pels seus viatges a l'Afganistan i el Pakistan.
Un exemple de la seva obra d'Arte Povera és Lampada annuale (Lamp anual) (1966), una bombeta única de grans dimensions en una caixa de fusta revestida de miralls que s'encén aleatòriament durant onze segons cada any. Aquest treball se centra tant en els poders transformadors de l'energia, com en les possibilitats i limitacions de l'atzar; la probabilitat que un espectador estigui present en el moment de la il·luminació és remota. El 1967, Boetti va produir la peça Manifesto, un pòster on apareixen els noms dels artistes que integren el fons creatiu de Boetti.
Dossier Postale (1969–70) consta d'una sèrie de cartes enviades a 26 coneguts destinataris, principalment artistes (Giulio Paolini, Bruce Nauman), crítics d'art (Lucy Lippard, Arturo Schwarz), comerciants (Konrad Fischer, Leo Castelli), i col·leccionistes (Giuseppe Panza, Corrado Levi) actius aleshores. Boetti va enviar els sobres a adreces imaginàries, de manera que cada carta va ser retornada a l'artista sense lliurar, demostrant la preocupació de Boetti per la inversemblança i l'atzar.

### 1972–1994
Boetti es va desvincular del moviment Arte Povera el 1972 i es va traslladar a Roma, sense abandonar, però, completament algunes de les seves estratègies democràtiques i antielitistes. El 1973 es va canviar el nom a si mateix com a persona dual Alighiero e Boetti ("Alighiero i Boetti") que reflecteix els factors oposats presentats a la seva obra: l'individu i la societat, l'error i la perfecció, l'ordre i el desordre. Ja en el seu doble retrat I Gemelli, començat el 1968 i publicat com a postal, Boetti havia modificat les fotografies de manera que semblava agafar la mà del seu bessó idèntic.
Sovint col·laborava amb artistes i no artistes, donant-los una important llibertat en les seves contribucions a les seves obres. Per exemple, un dels tipus més coneguts de les seves obres consisteix en lletres de colors brodades en quadrícules (" arazzi ", que significa tapissos o tapissos) en llenços de mides diferents, les lletres que s'examinen més de prop com a frases breus en italià, per exemple Ordine e Disordine ("Ordre i desordre") o Fuso Ma Non Confuso ("Mixt però no barrejat"), o truismes i jocs de paraules similars. Per crear aquestes imatges, Boetti va treballar amb brodadors artesans a l'Afganistan i el Pakistan, als quals va donar els seus dissenys, però va lliurar cada vegada més el procés de selecció i combinació dels colors i així decidir l'aspecte estètic final del treball.
De la mateixa manera, en els lavori biro (quadres de bolígrafs), convidava amics i coneguts a omplir grans seccions de colors de l'obra de diverses parts amb bolígraf, normalment alternant entre un home i una dona d'un full a un altre. Boetti va fer els seus primers dibuixos a tinta de bola el 1972–73 i va continuar fins a finals dels vuitanta. La més gran de totes les obres de Betti de Boetti són les quatre versions d'Ononimo (1973), amb les seves progressions d'onze panells separats, cadascun acolorit a mà en biro (dos en biro blau i dos en vermell).
El seu projecte més ambiciós és una gran peça brodada titulada Classificazione dei mille fiumi piu lunghi del mondo (Classificació dels mil rius més llargs del món (1977).
Després d'una invitació de Hans Ulrich Obrist, l'artista va publicar sis dels seus dibuixos en aquarel·la a Austrian Airlines a la revista de vol "Sky Lines". Per acompanyar aquesta publicació, es van produir trencaclosques de les imatges que en aquest moment estaven disponibles per als passatgers dels vols.
El 1986 va participar en l'exposició "Terrae Motus" de Lucio Amelio. Després del terratrèmol d'Irpinia de 1980, el galerista napolità va demanar als principals artistes contemporanis d'aquella època que realitzessin una obra d'art sobre el terratrèmol; així Boetti va realitzar per a aquesta ocasió Di palo in frasca nell'estate dell'anno millenovecentottantasei, accanto al Pantheon, una reflexió sobre els conceptes de temps i pensament: el mico significa la capacitat del pensament humà per saltar d'un pensament a un altre.

### Brodats
Potser el més conegut és la sèrie de grans mapes brodats del món de Boetti, anomenats simplement Mapa. Després de la guerra dels sis dies, el juny de 1967, l'artista va començar a col·leccionar portades de diaris amb mapes de zones de guerra. Després va demanar a la seva dona que brodés les formes del mapa de juny de 1967. Va reflexionar sobre la idea de la primera Mapa a gran escala durant el seu segon viatge a l'Afganistan el 1971, donant lloc a una sèrie de mapes mundials teixits titulats Territori Occupati. Entre el 1971 i el 1979 va fundar l'Hotel One amb el seu amic i soci de negocis Gholam Dastaghir a Kabul com a espècie de comuna artística i va crear grans brodats de colors, els més famosos d'ells eren el Mapa, mapes del món en què cada país presenta el disseny de la seva bandera nacional. El 1971, Boetti va encarregar a les dones d'una escola de brodats de Kabul que brodessin el seu primer mapa. Inicialment tenia intenció de fabricar-ne una, però va arribar a encarregar-ne aproximadament 150 en tota la seva vida, sense que cap dels dos tingués exactament les mateixes dimensions.

Boetti's maps reflect a changing geopolitical world from 1971 to 1994, a period that included the collapse of the Soviet Union and the fall of the Berlin Wall. Embroidered by up to 500 artisans in Afghanistan and Pakistan, the maps were the result of a collaborative process leaving the design to the geopolitical realities of the time, and the choice of colours to the artisans responsible for the embroidery. The maps delineate the political boundaries of the countries. In one map, the sea is unexpectedly coloured pink rather than blue, as landlocked Afghans had no tradition of mapping, certainly not of oceans. The border texts contain dates or details relative to the work's production, Boetti's signature and sayings, as well as excerpts from Sufi poetry. 
"Per a mi el treball del Mapa brodat és el màxim de bellesa. Per a aquesta feina no vaig fer res, no vaig escollir res, en el sentit que: el món està fet tal com és, no com el vaig dissenyar, les banderes són les que existeixen i jo no les vaig dissenyar; en resum, no vaig fer absolutament res; quan la idea bàsica, el concepte, emergeix, tota la resta no requereix triar ". Alighiero e Boetti, 1974
Les obres Arazzi de colors vius són peces brodades de diverses mides que representen frases extretes de poesia, savieses de tot el món o refranys inventats pel mateix Boetti. Els Arazzi grandi, que contenen missatges tant en italià com en persa, són diferents, registrant la data en què es van crear i contenen un elaborat codi intern que prescriu l'ordre de les frases exposades. Contrasten les lletres geomètriques europees i la cal·ligrafia persa que flueix en patrons de quadres, alternant bandes, quadrícules o formes cruciformes. Les dates, assenyalades amb cura a cada Arazzi grandi, marquen un punt de captivació per Boetti, ja que estava profundament interessat en el concepte de temps i el seu inevitable pas.
El brodat de cada mapa normalment trigava d'un a dos anys i, en alguns casos, molt més a causa d'esdeveniments geopolítics. Després del tancament de la frontera afganesa, Boetti es va veure obligat a abandonar aquesta pràctica i treballar a distància des d'Itàlia. Aquest treball va començar al seu estudi de Roma, amb l'artista que va dibuixar els països amb un retolador sobre el lli, abans d'enviar el marc de tela a l'Afganistan. La invasió de l'Afganistan per part de les tropes russes el 1979 va traslladar completament la producció de Kabul a Peshawar, al Pakistan, on el grup de dones afganeses s'havia refugiat i on Boetti només va poder tornar a connectar amb elles mitjançant intermediaris. També va aturar la producció completament fins al 1982, amb només uns pocs mapes realitzats entre 1982-1985 Durant la dècada de 1980, Boetti va visitar Pakistan per conèixer els homes que organitzaven el brodat. Com a home europeu, però, a Boetti no se li va permetre visitar els camps. Per tant, va demanar al fotògraf Randi Malkin Steinberger, amb qui havia col·laborat en el llibre Accanto al Pantheon de Roma, que anés a Peshawar el 1990 per fotografiar les artesanes a la feina.
Un exemple principal d'aquesta sèrie, Mappa del Mondo, 1989 ("Mapa del món, 1989"), es pot veure a la col·lecció permanent del Museum of Modern Art de Nova York (vegeu Key Works).

## Exposicions
Després d'haver-se presentat a Milà i Torí, Harald Szeemann va convidar Boetti a participar en l'exposició seminal "Viu al teu cap. Quan les actituds es converteixen en forma "el 1969. Boetti va fer la seva primera exposició individual als Estats Units a Nova York a la galeria John Weber el 1973. El 1978 va realitzar una exposició antològica comissariada per Jean-Christophe Ammann a la Kunsthalle de Basilea que presentava obres històriques al costat d'altres més recents. Va ser objecte d'una retrospectiva el 1992 que va viatjar a Bonn i Münster, Alemanya, i a Lucerna, Suïssa. Fou distingit amb diverses exposicions després de la seva mort, sobretot a la Galleria Nazionale d'Arte Moderna, Roma (1996); el Museum für Moderne Kunst de Viena el 1997; el Museum für Moderne Kunst de Frankfurt del Main el 1998; Whitechapel Gallery, Londres (1999); i Kunstmuseum Liechtenstein, Vaduz. L'artista va participar en les Documentes 5 (1972) i 7 (1982) i a la Biennal de Venècia (1978, 1980, 1986, 1990, 1995). El 2001, el Pavelló de Venècia es va dedicar completament a l'obra d'Alighiero e Boetti. El 2012, per a l'exposició Game Plan, un important nombre d'obres han estat cedides al MoMA per la galeria d'art Tornabuoni.

### Exposicions
- Galleria Christian Stein, Torí, Itàlia, 1967
- Arte Povera, Galleria La Bertesca, Gènova, 1967 (exposició col·lectiva)
- Shaman Showman, Galleria De Nieubourg, Milà, Itàlia, 1969
- When Attitude Becomes Form, a cura de Harald Szeemann, Kunsthalle Bern, Suïssa, 1969 (exposició col·lectiva)
- Io che prendo il sole a Torino il 24 de febrer de 1969, Galleria Sperone, Torí, Itàlia, 1969.
- Galeria John Weber, Nova York, 1973
- Mettere al mondo il mondo, Galeria Sperone-Fischer, Roma, Itàlia, 1973
- Kunstmuseum Lucerne, Suïssa, 1975.
- Kunsthalle Basel, a cura de Jean-Christophe Amman, Basilea, Suïssa, 1978
- Art Agency Tokyo, Tòquio, Japó, 1980.
- 44a Biennal de Venècia, Venècia, Itàlia, 1990.
- Synchronizitaet als ein Prinzip akausaler Zusammenhaenge, Kunstverein, Bonn, Alemanya; Westfalischer Kunstverein, Munster, Alemanya; Kunstmuseum, Lucerna, Suïssa, 1992-1993
- Alternando da 1 a 100 e viceversa, Centre National d'Art Contemporain de Grenoble, Grenoble, França, 1993
- Museu d'Art Contemporani, Los Angeles, Califòrnia, 1994
- Museu PS1, Long Island City, Nova York, 1994.
- Alighiero e Boetti, part del projecte, Origen i destinació, Societe des Expositions du Palais des Beaux-Arts de Bruxelles, Brussel·les, Bèlgica, 1994
- Alighiero Boetti, Galleria Civica d'Arte Moderna e Contemporanea, Torí, Itàlia; Musee d'Art Moderne, Villeneuve d'Ascq, França; Museum Moderner Kunst, Stiftung Ludwig, Viena, Àustria, 1996–97
- Alighiero Boetti: Mettere al mondo il mondo ("Portar el món al món") - Museum für Moderne Kunst, Frankfurt del Main, Alemanya, i Galerie Jahrhunderthalle Hoechst, Alemanya, 1998
- Boetti; l'esperit inconformista d'Art Povera, Whitechapel Art Gallery, Londres, 1999
- Zero to Infinity, Arte Povera 1962–1972 - Tate Modern, Londres, Walker Art Center, Minneapolis, MN, 2001-2002[29][30]
- Quan l'1 és 2: The Art of Alighiero e Boetti - Contemporary Arts Museum Houston, TX, 2002
- Quasi Tutto, Galleria d'Arte Moderna e Contemporanea, Bèrgam, Itàlia, 2004.
- Retrospectiva de la Tate Modern 2012.
- "Alighiero Boetti: Game Plan" MoMA, Nova York, 2012.

## Obres clau (selecció)
- Mappa del Mondo, 1989 ("Mapa del món, 1989"), brodats afganesos sobre tela, col·lecció del Museu d'Art Modern de Nova York.[31]
- Tutto ("Tot"), 1994, brodats afganesos sobre tela, col·lecció del Museu d'Art Modern de Frankfurt del Main, Alemanya.[32]

## Mercat d'Art
El 2010, Boetti's Mappa (1989) es va vendre a Christie's London per 1,8 milions de lliures esterlines (2,75 milions de dòlars). Aquell mateix any, una de les seves pintures, Ononimo (1973), es va vendre per 1 milió de lliures (1,6 milions de dòlars), també a Christie's London. El 2011, Tutto (1988) es va vendre per 1,3 milions de lliures (2 milions de dòlars). El 2014, Colonna (1968) es va vendre per 2,4 milions de lliures (3,8 milions de dòlars), establint un nou rècord per al treball de Boetti.
Alighiero Boetti està representat per Sprüth Magers Berlin London, Gagosian Gallery i Tornabuoni Art. Tornabuoni Art va realitzar una exposició de l'artista el 2010 a la seva galeria parisenca, que incloïa unes 90 peces. El 1995 es va crear l'Archivio Alighiero Boetti, situat a Roma, per a l'emissió de certificats d'autenticitat de les obres de Boetti.

### Problemes d'autenticació
El 2008 es van presentar demandes entre la galeria Sperone Westwater (distribuïdor principal de l'artista en aquell moment) i l'Archivio Alighiero Boetti (i alguns membres de la família) per l'autenticitat de 15 obres exposades i venudes per la galeria la seva mostra del 2002 "Simmetria Asimmetria". En una demanda del gener de 2008 presentada per l'arxiu contra la galeria de Milà, l'arxiu va demanar un judici declaratiu que no respon davant la galeria per no autenticar les obres en disputa i, addicionalment, afirma que la galeria va violar els seus "drets morals" en exhibir, publicar i vendre obres d'art atribuïdes a Boetti. Sperone Westwater, a canvi, va demandar l'Arxiu Boetti al Tribunal de Districte dels Estats Units per al Districte Sud de Nova York pel que al·lega que és un ampli esquema per desacreditar-lo qüestionant capritxosament l'autenticitat de les obres d'art Boetti que ha mostrat i venut als Estats Units. Estats; això incloïa un que va ser comprat per l'Institut d'Art de Chicago. En la demanda de Nova York, Sperone Westwater va demanar al jutge que pronunciés un judici declaratiu segons el qual l'arxiu no té reclamacions de drets morals i també demana danys i perjudicis "per les lesions dels negocis i la reputació de la galeria", per motius d'infracció del pacte implícit de bona fe i tracte just, tergiversació negligent i interferència en les relacions comercials.